# ليزا روبرتسون (كاتبة)
ليزا روبرتسون هي مقالاتية وكاتِبة وشاعرة كندية، ولدت في 22 يوليو 1961 في تورونتو في كندا.

## وصلات خارجية
- ليزا روبرتسون على موقع اتحاد ألعاب الكومنولث (مؤرشف) (الإنجليزية)

- ليزا روبرتسون على موقع الموسوعة البريطانية (الإنجليزية)